# 法式奶凍
法式奶凍 (/bləˈmɒ̃ʒ/, 法語： [blɑ̃mɑ̃ʒe]) 是一種用牛奶或鮮奶油和糖製成的甜點，以明膠、玉米澱粉或愛爾蘭苔（Irish moss ，鹿角菜膠的其中一種來源）增稠，加入杏仁增添風味。
是一種通常會使用模具製作的冷食。雖然傳統上法式奶凍是白色的（原文直譯是「白色－吃」），但其實也常常做成其它顏色。各地也有一些類似甜點如：法國名廚的巴伐利亞奶油，義大利的，中東飲食中的「穆哈列比」、中國的「杏仁豆腐」、夏威夷的以及 波多黎各的。
法式奶凍源於中世紀，當時人們認為這是適合病患食用的食物。通常用閹雞或雞肉、牛奶或杏仁奶、米和糖製成。土耳其現代有一種用雞肉絲製成的甜「雞胸肉布丁」，與中世紀歐洲的法式奶凍極為相似。

## 歷史
法式奶凍的起源不明，某些人認為這道菜是阿拉伯人發明的，他們在中世紀早期，將米和杏仁引進歐洲。 但沒有證據能支持這項說法，因為當時沒有類似型態的阿拉伯菜；儘管與阿拉伯的「穆哈列比」 有些相似，但它本身的起源未定，無法成為證據。歐洲各地都有名字很像的菜餚，例如義大利的 和西班牙的 。此外，也有型態也很像的菜餚，但名字不一樣，例如13世紀丹麥的「  (白糊)」 ，盎格魯-諾曼的「（敘利亞的白色菜餚）」 ；荷蘭的『  (拉丁文的 ，過濾)』，英文稱；法文稱 ，意指烹煮禽肉後過濾得到的湯汁。至今最古老的法式奶凍食譜是丹麥語的著作，作者是1244年去世的，由此可以推知，至少在13世紀早期就有這道菜了。這本丹麥食譜可能譯自一本蒐集了12世紀甚至更早期流傳下來的拉丁文或羅曼語地方話抄本的德文食譜集。
在中世紀歐洲至近世 ，「白色菜餚」 (古法語)在上流階層的餐桌很常見。當時歐洲有各式各樣的數不清的食譜和烹飪變化，堪稱國際名菜。不僅在傑弗里·喬叟的《坎特伯雷故事集》開頭就提到這道菜，15世紀早期理查二世的廚子也把法式奶凍收錄在食譜裡。 基本的材料有：牛奶或杏仁奶、糖和雞肉絲（常用閹雞）或魚，與玫瑰水和磨成粉的米混合燉煮。杏仁奶和魚可以取代其它齋戒和大齋期不能吃的動物製品。調味時常用番紅花或肉桂這類香料，雞肉改用其它禽類如：鵪鶉或鷓鴣。古代的香料十分珍貴，因此中世紀晚期很常添加香料到菜餚裡。

上流社會或節慶場合，人們會用染劑將白色菜餚染成各種顏色：番紅花可以染成金黃帶紅的顏色；很多種香草可以將菜餚染成綠色；使用檀木可以染成赤褐色。（又名 ），在後期版的記述了法國在14世紀時，特別流行把盤中菜餚染成兩種對比的鮮豔顏色。染成斑斕色彩的白色菜餚是早期最常見的甜點，這些食物不只美味，更以花俏的外表使用餐更具娛樂性。17世紀（1666），亞歷山大·德·羅德（Alexandre de Rhodes）將榴槤和法式奶凍相提並論：
il est plein d'une liqueur blanche, épaisse & sucrée : elle est entierement semblable au blanc-mangé , qu'on sert aux meilleures tables de France; c'est une chose fort saine, & des plus delicates qu'on puisse manger 
（榴槤那白色香甜的汁液與法國高級餐桌上的法式奶凍幾乎一模一樣：這是人人可食最美味又健康的食品）
（页面存档备份，存于）
17世紀時，這種白色的菜餚演化為不含肉的甜點布丁，鮮奶油、蛋，之後添加明膠。19世紀，改加葛鬱金太白粉（arrowroot ）和玉米澱粉，這道菜終於變成現代的法式奶凍了。

## 辭源

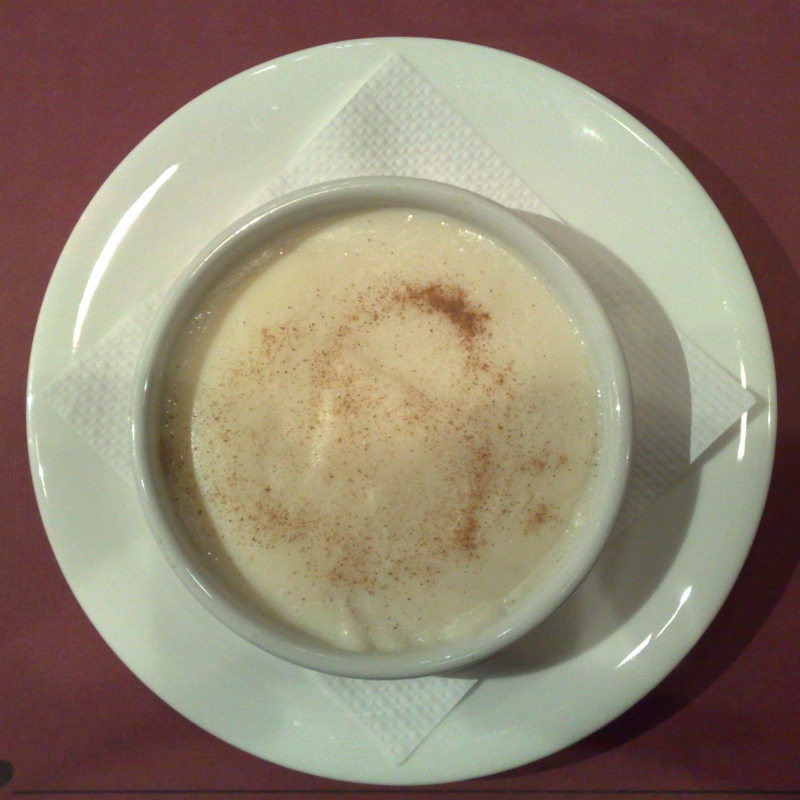
The Catalan menjar blanc, a variant of blancmange made without gelatine

法式布丁的名稱源自古法語;「白色菜餚（whitedish）」一詞，則是現代一些歷史學家直譯或借譯自古法語的說法。中世紀時期各地都有類似的詞彙稱呼這道菜：
- 英語：, , , ,
- 加泰隆尼亞語：, ,
- 葡萄牙語：
- 義大利語：, , ,
- 西班牙語：
- 荷蘭/佛萊明語：
- 德語：
- 拉丁語：,

雖然菜名顯然是「白色菜餚」，但中世紀的資料顯示，這道菜不一定真如其名是白色的。食物學家泰倫斯·史卡利（Terence Scully）提出另一個詞源是，亦即「混和菜餚」，反映這道菜溫和且「精緻（精心製作、高貴的）」的滋味，並常用來當作病人的食物。

### 來源
- Food in the Middle Ages: A Book of Essays (1995) edited by Melitta Weiss Adamson ISBN 0-8153-1345-4
- Ossa, Germán Patiño (2007). Fogón de negros: cocina y cultura en una región latinoamericana. （页面存档备份，存于）
- Scully, Terence (1995), The Art of Cookery in the Middle Ages. ISBN 0-85115-611-8ISBN 0-85115-611-8

## 外部聯結
- Blanc-Manger: A Journey Through Time （页面存档备份，存于）
- More Intelligent Life article